# Olbia Calcio 1995-1996
Questa pagina raccoglie le informazioni riguardanti l'Olbia Calcio nelle competizioni ufficiali della stagione 1995-1996.

## Rosa
| N. |                   | Ruolo | Calciatore           |
| -- | ----------------- | ----- | -------------------- |
|    | Italia (bandiera) | C     | Cristiano Bacci      |
|    | Italia (bandiera) | C     | Davide Bolognesi     |
|    | Italia (bandiera) | C     | Domenico Celardo     |
|    | Italia (bandiera) | C     | Giovanni Chiummello  |
|    | Italia (bandiera) |       | Francesco Davoli     |
|    | Italia (bandiera) | A     | Davide Di Nicola     |
|    | Italia (bandiera) | C     | Massimiliano Fabiani |
|    | Italia (bandiera) | P     | Davide Falcioni      |
|    | Italia (bandiera) |       | Alessandro Farina    |
|    | Italia (bandiera) | D     | Carmine Fruguglietti |
|    | Italia (bandiera) | C     | Sergio Galeazzi      |
|    | Italia (bandiera) | P     | Manuel Ghizzardi     |

| N. |                   | Ruolo | Calciatore               |
| -- | ----------------- | ----- | ------------------------ |
|    | Italia (bandiera) | A     | Massimiliano Laghi       |
|    | Italia (bandiera) | D     | Massimo Maurizio Mariani |
|    | Italia (bandiera) |       | Francesco Milia          |
|    | Italia (bandiera) | D     | Danilo Modde             |
|    | Italia (bandiera) | A     | Luigi Molino             |
|    | Italia (bandiera) | C     | Sebastiano Pitta         |
|    | Italia (bandiera) | A     | Antonio Primitivo        |
|    | Italia (bandiera) | C     | Nicola Sanna             |
|    | Italia (bandiera) | A     | Luca Terenzi             |
|    | Italia (bandiera) | C     | Ernesto Truddaiu         |
|    | Italia (bandiera) | A     | Diego Varini             |
|    | Italia (bandiera) | D     | Michele Zeoli            |

## Risultati

### Campionato

#### Girone di andata
| 3 settembre 1995 1ª giornata | Lumezzane | 2 – 1 | Olbia |  |

| 10 settembre 1995 2ª giornata | Olbia | 1 – 0 | Valdagno |  |

| 17 settembre 1995 3ª giornata | Pavia | 1 – 0 | Olbia |  |

| 24 settembre 1995 4ª giornata | Olbia | 1 – 0 | Varese |  |

| 1º ottobre 1995 5ª giornata | Legnano | 1 – 0 | Olbia |  |

| 8 ottobre 1995 6ª giornata | Olbia | 2 – 0 | Cremapergo |  |

| 15 ottobre 1995 7ª giornata | Tempio | 0 – 1 | Olbia |  |

| 22 ottobre 1995 8ª giornata | Olbia | 0 – 1 | Ospitaletto |  |

| 29 ottobre 1995 9ª giornata | Lecco | 2 – 0 | Olbia |  |

| 5 novembre 1995 10ª giornata | Olbia | 1 – 1 | Alzano Virescit |  |

| 12 novembre 1995 11ª giornata | Pro Patria | 1 – 0 | Olbia |  |

| 19 novembre 1995 12ª giornata | Olbia | 1 – 1 | Cittadella |  |

| 3 dicembre 1995 13ª giornata | Novara | 1 – 0 | Olbia |  |

| 10 dicembre 1995 14ª giornata | Olbia | 1 – 1 | Solbiatese |  |

| 17 dicembre 1995 15ª giornata | Pro Vercelli | 1 – 1 | Olbia |  |

| 30 dicembre 1995 16ª giornata | Olbia | 1 – 0 | Torres |  |

| 7 gennaio 1996 17ª giornata | Palazzolo | 2 – 2 | Olbia |  |

#### Girone di ritorno
| 14 gennaio 1996 18ª giornata | Olbia | 1 – 2 | Lumezzane |  |

| 21 gennaio 1996 19ª giornata | Valdagno | 1 – 1 | Olbia |  |

| 28 gennaio 1996 20ª giornata | Olbia | 2 – 0 | Pavia |  |

| 4 febbraio 1996 21ª giornata | Varese | 1 – 0 | Olbia |  |

| 11 febbraio 1996 22ª giornata | Olbia | 2 – 0 | Legnano |  |

| 18 febbraio 1996 23ª giornata | Cremapergo | 1 – 0 | Olbia |  |

| 25 febbraio 1996 24ª giornata | Olbia | 1 – 0 | Tempio |  |

| 10 marzo 1996 25ª giornata | Ospitaletto | 0 – 0 | Olbia |  |

| 17 marzo 1996 26ª giornata | Olbia | 4 – 1 | Lecco |  |

| 24 marzo 1996 27ª giornata | Alzano Virescit | 1 – 0 | Olbia |  |

| 31 marzo 1996 28ª giornata | Olbia | 3 – 1 | Pro Patria |  |

| 14 aprile 1996 29ª giornata | Cittadella | 1 – 1 | Olbia |  |

| 21 aprile 1996 30ª giornata | Olbia | 1 – 1 | Novara |  |

| 26 aprile 1996 31ª giornata | Solbiatese | 0 – 0 | Olbia |  |

| 5 maggio 1996 32ª giornata | Olbia | 0 – 0 | Pro Vercelli |  |

| 12 maggio 1996 33ª giornata | Torres | 2 – 1 | Olbia |  |

| 19 maggio 1996 34ª giornata | Olbia | 2 – 1 | Palazzolo |  |